# Ditassa glaziovii
Ditassa glaziovii är en oleanderväxtart som beskrevs av Fourn.. Ditassa glaziovii ingår i släktet Ditassa och familjen oleanderväxter. Inga underarter finns listade i Catalogue of Life.